# Sjörövare (film)
Sjörövare (engelska: Shanghaied) är en amerikansk animerad kortfilm med Musse Pigg från 1934.

## Handling
Musse Pigg och Mimmi Pigg har båda blivit kidnappade av piraten Svarte Petter. Samtidigt som Petter tänker ha Mimmi för sig själv lyckas Musse rymma och använder en svärdfisk när han fäktas med Petter. Till slut lyckas Musse och Mimmi bekämpa piraterna och tar befäl över skeppet.

## Om filmen
Filmen är den 63:e Musse Pigg-kortfilmen som producerades och den första som lanserades år 1934.
Filmen hade svensk premiär den 17 mars 1935 på bland annat biograferna Garbio och Puck i Stockholm.
Filmen finns sedan 1999 dubbad till svenska.

## Rollista
| Roll                       | Originalröst      | Svensk röst     |
| Musse Pigg                 | Walt Disney       | Anders Öjebo    |
| Mimmi Pigg                 | Marcellite Garner | Åsa Bjerkerot   |
| Svarte Petter              | Billy Bletcher    | Stephan Karlsén |
| Pirat som gör en flickröst | Elvia Allman      |                 |